# 朱健樸
安丘端惠王朱健樸（1477年—1523年），明朝魯藩第三代安丘王，安丘榮順王朱當澻的嫡長子。

## 生平
朱健樸初封安丘長子。弘治十年（1497年）八月，朱當澻因喪母請求在父母墓園終老，把王位讓給朱健樸，不獲准。弘治十八年（1505年）七月，安丘榮順王朱當澻去世。正德三年（1508年）三月，朱健樸襲封安丘王。
正德八年（1513年）六月，朱健樸因聽信群小虐害他人，被停發祿米半年。
嘉靖二年（1523年），朱健樸去世，享年四十七歲，諡號端惠。兩年後，庶長子朱觀熑襲爵。

## 家庭

### 妻
- 孔氏，孔子五十九世孫孔彥佑女，初冊為安丘長子夫人[1]，正德三年（1508年）三月冊為安丘王妃[2]。

### 子
- 庶長子：安丘榮恪王朱觀熑